# Mönkeberg (Lemgo)
Der Mönkeberg ist ein 227,8 m ü. NHN hoher Berg und Teil des Lipper Berglands. Der Gipfel des Berges liegt direkt auf der Grenze zwischen den Städten Bad Salzuflen und Lemgo im nordrhein-westfälischen Kreis Lippe in Deutschland. Der Südteil des Berges gehört zum Bad Salzufler Stadtteil Papenhausen, der Nordteil zum Lemgoer Stadtteil Brüntorf.
Der Berg ist Teil eines bewaldeten Höhenzuges. Westlich befindet sich nach einer Waldschneise, durch die eine Hochspannungsleitung verläuft, der Hünderser Berg. West/südwestlich liegt der vorgelagerte Rehberg. Über den Mönkeberg verlief im Mittelalter die Lemgoer Landwehr, dessen Reste noch heute zu erkennen sind.
Über den Berg führt der von Herford kommende, 72 Kilometer lange Hansaweg bis nach Hameln.
Am Südhang befindet sich das ca. 26,8 ha große Landschaftsschutzgebiet „Landschaftsschutzgebiet Rhienbachtal und Sieke in Papenhausen“.